# Municipio de Linwood (Nebraska)
El municipio de Linwood (en inglés: Linwood Township) es un municipio ubicado en el condado de Butler en el estado estadounidense de Nebraska. En el año 2010 tenía una población de 243 habitantes y una densidad poblacional de 2,61 personas por km².

## Geografía
El municipio de Linwood se encuentra ubicado en las coordenadas 41°21′7″N 96°57′49″O / 41.35194, -96.96361. Según la Oficina del Censo de los Estados Unidos, el municipio tiene una superficie total de 93.02 km², de la cual 92,85 km² corresponden a tierra firme y (0,18 %) 0,17 km² es agua.

## Demografía
Según el censo de 2010, había 243 personas residiendo en el municipio de Linwood. La densidad de población era de 2,61 hab./km². De los 243 habitantes, el municipio de Linwood estaba compuesto por el 97,53 % blancos, el 0,41 % eran de otras razas y el 2,06 % eran de una mezcla de razas. Del total de la población el 0,41 % eran hispanos o latinos de cualquier raza.